# Interavia Airlines
Interavia (Russisch: Интерконтинентальные Авиалинии) was een Russische luchtvaartmaatschappij met haar thuisbasis in Moskou. Zij vervoerde passagiers-, vracht, en chartervluchten uit naar binnen- en buitenland.

## Geschiedenis
Interavia Airlines is opgericht in 1998 onder de naam Astair Airlines.
In 2005 werd de huidige naam ingevoerd. Wegens financiële problemen is de maatschappij gestopt met vluchten op 9 oktober 2008.

## Diensten
Interavia Airlines voert lijndiensten uit naar (juli 2007):
Binnenland: Elista, Kyzyl, Moskou ,Naltsjik, Norilsk, Novosibirsk, Radoezjni en Voronezj.
Buitenland: Bakoe, Bisjkek

## Vloot
De vloot van Interavia Airlines bestond uit:(juli 2007)
- 4 Ilyushin IL-62M
- 3 Yakolev Yak-42D
- 1 Yakolev Yak-42()
- 2 Antonov AN-24RV